# Bieńczyce (Krakau)

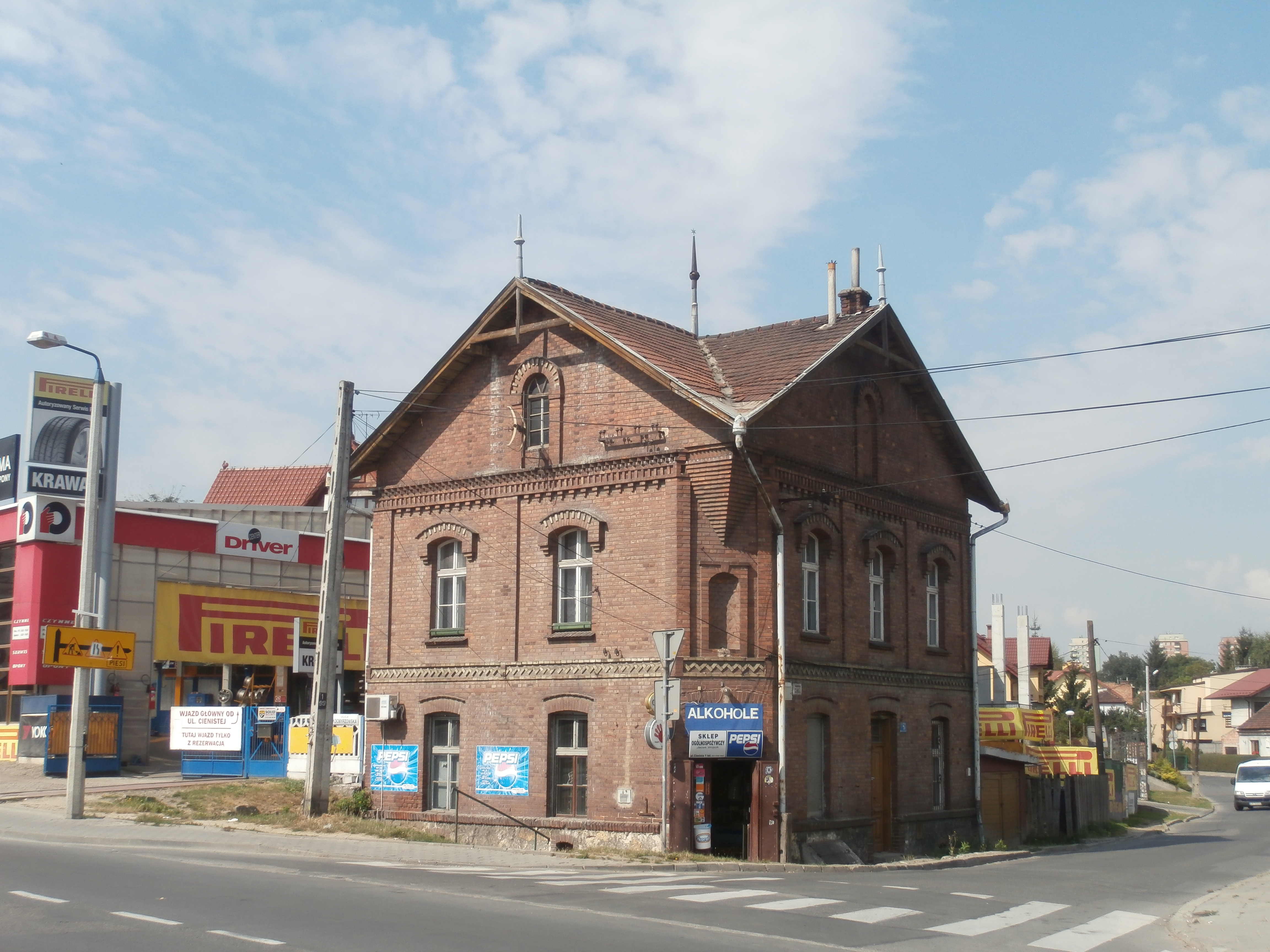
Sokół-Gebäude

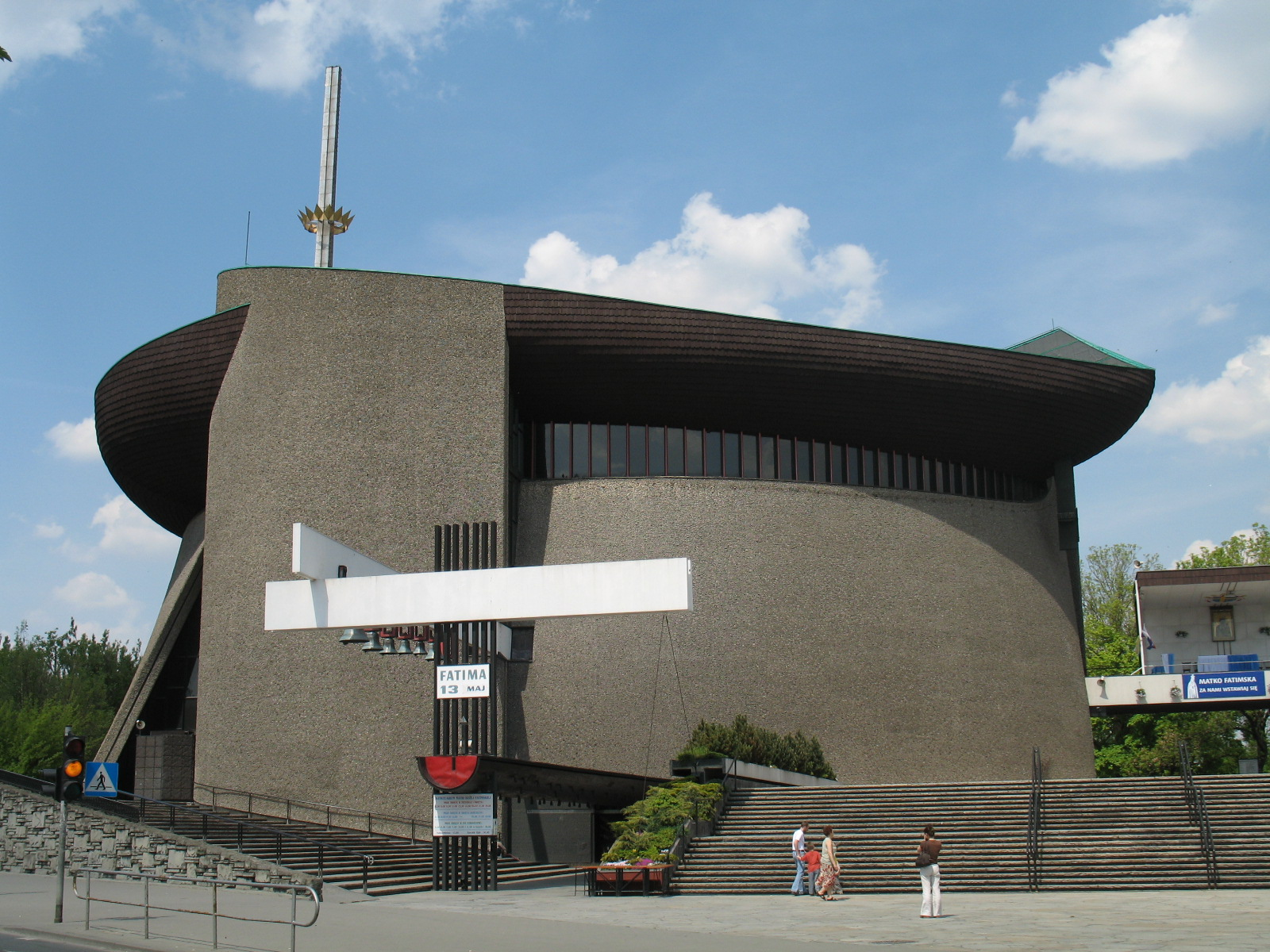
Kirche der Mutter Gottes, der Königin von Polen

Bieńczyce ist ein Stadtbezirk in Krakau sowie ein ehemaliges Dorf, nordwestlich von Nowa Huta in Polen.

## Geschichte
Der Ort wurde im Jahr 1224 als Benchiz erstmals urkundlich erwähnt. Der patronymische Ortsname ist vom Personennamen Bieniek (Benedikt) mit dem Suffix -ice abgeleitet.
Das Dorf gehörte zunächst zur Paulinerbasilika, ab 1317 zur Floriansbasilika. 1391 wurde die erste Mühle an der Dłubnia errichtet, in der zweiten Hälfte des 15. Jahrhunderts wurde ein Gutshof mit einem Vorwerk gebaut. Später gehörte es zu den Kanonikern der Wawel-Kathedrale und dadurch wurde es z. B. von Hugo Kołłątaj verwaltet.
Bei der dritten Teilung Polens wurde es 1795 Teil des habsburgischen Kaiserreichs. In den Jahren 1815–1846 gehörte das Dorf zur Republik Krakau, 1846 wurde es als Teil des kurzlebigen Großherzogtums Krakau in die Länder des Kaisertums Österreich annektiert. Ab dem Jahr 1855 gehörte es zum Bezirk Krakau. Am Ende des 19. Jahrhunderts wurde eine Bahnlinie von Krakau nach Kocmyrzów geführt, die bestand bis zu den 1970er Jahren.
Im Jahr 1900 hatte die Gemeinde Bieńczyce 488 Hektar Fläche, 104 Häuser mit 700 Einwohnern, davon waren alle polnischsprachig, außer 684 Römisch-Katholiken gab es 15 Juden.
Im Jahr 1949 begann südlich des Altdorfs der Bau von Nowa Huta, damit wurde Bieńczyce als der Katastralbezirk LIV im Jahr 1951 nach Krakau eingemeindet.
In den Jahren 1962–1979 wurde westlich des Altdorfs die große Plattenbau-Siedlung Bieńczyce Nowe für um 30.000 Einwohner als Ausbau von Nowa Huta in der Richtung Nordwesten errichtet. 1967–1977 wurde die Kirche der Mutter Gottes, der Königin von Polen, umgangssprachlich „Arka Pana“, errichtet, als die erste Kirche in einem zentralen Raum und nicht an der Peripherie der antireligiös-kommunistisch geprägten Nowa Huta. Sie wurde zum wichtigen Symbol für die örtliche Solidarność („Solidarität“). Am 13. Oktober 1982 wurde dort Bogdan Włosik von einem SB (Sicherheitsdienst)-Kapitan erschossen.
Gebäude aus der Zeit vor Nowa Huta sind heute selten erhalten, davon die wichtigsten sind: das Sokół-Gebäude, ein Gutshof, der ehemalige Bahnhof, eine Mühleruine.

## Stadtbezirk

Stadtbezirk XVI Bieńczyce

Bis zum Jahr 1991 gehörte Bieńczyce zum Stadtbezirk Nowa Huta. Der Stadtbezirk XVI hat jetzt 3,70 km² Fläche und 42.106 Einwohner (2016) und ist am dichtesten bevölkerter Stadtbezirk (11.526 Einw./km²). Er umfasst die ehemalige Orte bzw. Siedlungen:
- Bieńczyce
- Osiedle Albertyńskie
- Osiedle Jagiellońskie
- Osiedle Kalinowe
- Osiedle Kazimierzowskie
- Osiedle Kościuszkowskie
- Osiedle Na Lotnisku
- Osiedle Niepodległości
- Osiedle Przy Arce
- Osiedle Strusia
- Osiedle Wysokie
- Osiedle Złotej Jesieni